# Suzette
Suzette – miejscowość i gmina we Francji, w regionie Prowansja-Alpy-Lazurowe Wybrzeże, w departamencie Vaucluse.
Według danych na rok 1990 gminę zamieszkiwało 108 osób, a gęstość zaludnienia wynosiła 16 osób/km² (wśród 963 gmin regionu Prowansja-Alpy-W. Lazurowe Suzette plasuje się na 689. miejscu pod względem liczby ludności, natomiast pod względem powierzchni na miejscu 772.).

## Populacja

Populacja Suzette w latach 1962–2008